# Gundakar von Wurmbrand-Stuppach

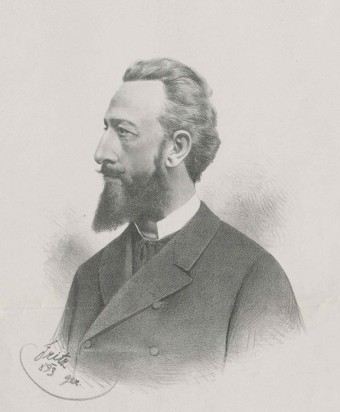
Gundakar von Wurmbrand-Stuppach

Ladislaus Gundakar Graf Wurmbrand-Stuppach (* 9. Mai 1838 in Wien; † 26. März 1901 in Graz) war ein österreichischer Titulargraf und Politiker aus dem Adelsgeschlecht Wurmbrand-Stuppach.

## Leben
Wurmbrand-Stuppach war der Sohn des Generalmajors Ferdinand Heinrich August Kaspar Eduard Josef (* 15. Oktober 1807; † 26. Mai 1886) und dessen erster Ehefrau Gräfin Aloysia Franziska de Paula Barbara Karolina Maria Széchényi von Sárvár-Felsövidék (* 21. August 1807; † 3. März 1842).
Wurmbrand-Stuppach erhielt Hausunterricht und besuchte ab 1850 das Gymnasium. 1856 trat er in die Armee ein und wurde Lieutenant bei Liechtenstein-Husaren Nr. 9. Aus gesundheitlichen Gründen nahm er 1858 seinen Abschied und reiste nach Ägypten und Palästina und entwickelte in dieser Zeit Interesse für Archäologie. Mit Ausbruch des Sardinischen Kriegs reiste er zurück, um seinen Militärdienst wieder aufzunehmen, der Krieg war jedoch bei der Rückkehr bereits beendet. Er zog nun in das väterliche Schloß Ankenstein, welches er 1864 übernahm. Im Deutschen Krieg trat er erneut der Armee bei, war aber nicht in Gefechte verwickelt. Seine Einheit wurde dann nach Südtirol versetzt, wo er im Dritten Italienischen Unabhängigkeitskrieg kämpfte und mit dem Verdienstkreuz ausgezeichnet wurde.
Er heiratete am 28. August 1871 Wilhelmine Freiin von Dickmann-Secherau. Aus dieser Ehe gingen drei Töchter und ein Sohn hervor. Nach dem Tod der ersten Ehefrau am 26. Februar 1885 heiratete er am 8. Mai 1886 Therese verwitweten Gräfin Hoyos geborenen Gräfin Wenckheim. Diese Ehe blieb kinderlos.
Zurück in der Heimat beschäftigte er sich mit anthropologischen Arbeiten. Er liegt auf dem Friedhof St. Leonhard begraben.
Das Schiff Graf Wurmbrand war nach ihm benannt.

## Politik
1878 wurde er in der Klasse des Großgrundbesitzes in den steirischen Landtag gewählt. Daneben wählte ihn die Handels- und Gewerbekammer Graz 1879 in das Abgeordnetenhaus des österreichischen Reichsrates. 1884 wurde er zum Landeshauptmann der Steiermark ernannt. Dieses Amt hatte er bis 1893 inne. Von November 1893 bis Juni 1895 war er österreichischer Handelsminister. Von 1896 bis 1897 war er dann erneut Landeshauptmann der Steiermark.